# Floresorchestia pohnpei
Floresorchestia pohnpei es una especie de crustáceo anfípodo de agua dulce de la familia Talitridae.

## Distribución geográfica
Es endémica de la isla de Pohnpei, en la Micronesia.